# William Hirigoyen
Marcel René Gayraud, noto anche con lo pseudonimo di William (Laroque-Timbaut, 1º maggio 1898 – Parigi, 9 dicembre 1962), è stato un rugbista a 15, bobbista e skeletonista francese.

## Biografia
Figlio di un fabbro, durante la prima guerra mondiale, William Gayraud fu sottufficiale di artiglieria. Si arruolò volontariamente il 9 gennaio 1917 e fu assegnato al 117º reggimento di artiglieria pesante. Fu promosso brigadiere l'11 aprile 1918, poi quartiermastro il 2 settembre 1919. Fu "evacuato e sottratto al controllo" il 6 novembre 1918 e restituito al deposito il 22 dicembre successivo. Fu rilasciato dal servizio attivo e rimpatriato ad Agen il 9 gennaio 1919. È stato decorato con la Croix de Guerre 
Il 14 agosto 1920 sposò Marie Hirigoyen (1894-1972) a Tolosa. Nel 1920 lasciò il Lot-et-Garonne per studiare fisioterapia e, associando il cognome della moglie Hirigoyen al proprio, difese i colori dello Stade toulousain come tallonatore. Nella Nazionale di rugby a 15 ottenne una sola presenza durante il torneo delle Cinque Nazioni 1920 come tallonatore nella partita contro l'Irlanda a Dublinodel 3 aprile 1920: segnò la prima meta per la Francia, che poi vinse 15 a 7.
Dagli anni 1920 gareggiò in numerose gare internazionali di bob e nello skeleton. Partecipò in particolare alle Olimpiadi invernali di Sankt Moritz 1948 nel bob e skeleton. Precedentemente fu ai Campionati mondiali di bob 1947 a Sankt Moritz, dove vinse la medaglia di bronzo nel bob a quattro insieme ai connazionali Henri Evrot, Robert Dumont e Achille Fould, totalizzando un tempo superiore rispetto alle nazionali belga (medaglia d'argento) e svizzera (medaglia d'oro).
Eccelse anche in molte altre discipline sportive, tra cui nuoto, canottaggio, pelota basca, atletica leggera e boxe. Fisioterapista di fama, grazie alla sua carriera professionale si trasferì a Parigi dove si dedicò all'arbitraggio nel rugby. 
Nel 1962 decise di ritirarsi alla fine dell'anno nella sua città di Agen, ma morì nella sua casa parigina il 9 dicembre 1962.